# ایو پلامب
ایو پلامب (انگلیسی: Eve Plumb؛ زادهٔ ۲۹ آوریل ۱۹۵۸) یک هنرپیشه، و نقاش اهل ایالات متحده آمریکا است.
از فیلم‌ها یا مجموعه‌های تلویزیونی که وی در آن‌ها نقش داشته است می‌توان به قراضه آبی اشاره نمود.